# Kiazmus
A kiazmus a retorikában tükörképes, keresztező elhelyezés; olyan retorikai eszköz, mely azzal ér el nagyobb hatást, hogy az első rész kulcsfontosságú elemeit a második rész fordított sorrendben ismétli meg. A transzmutáció, azaz áthelyezés, felcserélés egyik alfaja.
Különösen népszerű volt a latin irodalomban; gyakran előfordul a héber költészetben is.
A kiazmus (chiasmus) szó a görög khí (Χ χ) betűből származik, mely azt jelképezi, hogy a szöveg elemei fentről lefelé szimmetrikusak.
Ma tágabb a jelentése, a klasszikus retorikában azonban megkülönböztették más hasonló eszközöktől. Klasszikus értelemben azt nevezték kiazmusnak, ami nem ugyanazokat a szavakat ismétli meg, hanem a mondat nyelvtani szerkezetét vagy tartalmát fordítja az ellenkezőjére.
Egy egyszerűbb kiazmus jelölhető az AB–BA képlettel, ahol a betűk jelenthetnek nyelvtani elemet, szavakat vagy jelentést. Van olyan irodalomelméleti felfogás is, amely betűk szintjén is értelmezi a kiazmust, de nagyobb léptékben, a mű szerkezeti elemeinek szintjén is előfordulhat kiazmus, például Geoffrey Chaucer Canterbury mesék című művének VII. részletében a mesék ABC–CBA szimmetriát mutatnak.

## Retorikai példák
Marcus Tullius Cicero: Pro archia poeta 
(AB) Est ridiculum ad ea quae habemus nihil dicere
(BA) quaerere quae habere non possumus 
(Nevetséges dolog, hogy amink van, arra ügyet sem vetünk, de vágyunk arra, amink nem lehet)
Karl Marx: Zur Kritik der Hegelschen Rechtsphilosophie
(ABBA) Die Waffe der Kritik kann allerdings die Kritik der Waffen nicht ersetzen." 
(A kritika fegyvere nem helyettesítheti a fegyverek kritikáját)

## Szépirodalmi példák

### Magyar irodalom
A következő példákban az azonos szerepet betöltő mondatelemek vannak kiasztikus elrendezésben (állítmány, alany – alany, állítmány).
Arany János: Hatvani
„Kitelt az év, a perc lejára”
Ady Endre: Emlékezés egy nyár-éjszakára
„Kigyúladt öreg méhesünk, legszebb csikónk a lábát törte”
József Attila: Kosztolányi
(AB) Testvérünk voltál
(BA) és lettél apánk 
Ezekben a példákban pedig a szavak sorrendje fordul meg:
Babits Mihály: Ősz, Kripta, Ciprus, Szüret, Tánc, Kobold
(AB) s mint álmos ólom ez a kriptabolt,
(BA) oly ólmos álom élted és a kor.
Kosztolányi Dezső: Esti Kornél éneke
(AB) Jaj, mily sekély a mélység
(BA) és mily mély a sekélység 

### Német irodalom
Rainer Maria Rilke: Schlussstück
Rilke költészetének a kiazmus a meghatározó alakzata, mely ebben a versben is megmutatkozik. Szerkezete: ő (a halál), mi – mi, ő.

### Angol irodalom
William Shakespeare: Hamlet, dán királyfi
(AB) Hogy őrült, az való;
(BC) s való, hogy az kár;
(CB) S kár, hogy való:
(A) bolondos egy figúra.  

## Vallási iratokban

### Biblia
A bibliai kiazmusok felismeréséhez sok esetben az eredeti héber vagy görög szövegre van szükség, mert a legtöbb kiazmus a fordítási folyamat során elveszett, vagy bizonytalanná vált, mivel a héber (görög) és az angol szórend eltérő.
Zsoltárok 124:7
(A) Lelkünk megszabadult, mint a madár
(B) a madarásznak tőréből.
(B) A tőr elszakadt,
(A) mi pedig megszabadultunk.
Jónás könyve 1. fejezet
(A) A tengerészek félelme – (5a).
(B) A tengerészek imádkoznak isteneikhez – 5b.
(C) A tengerészek könnyítenek a hajón – 5c.
(D) A hajóskapitány beszél Jónával – 6.
(E) A tengerészek egymással beszélnek – 7.
(F) A tengerészek kérdezik Jónától: Ki vagy te? – 8.
(G) Jóna vallomása – 9.
(F) A tengerészek kérdezik Jónától: Mit tettél? – 10.
(E) A tengerészek kérdezik Jónától: Mit tegyünk? – 11.
(D) Jóna beszél a tengerészekkel – 12.
(C) A tengerészek megpróbálnak kievezni a szárazföldre – 13.
(B) A tengerészek imádkoznak az Istenhez – 14.
(A) A tengerészek félik az Örökkévalót – 15–16.

### A Mormon könyve
A Mormon könyvében lévő kiazmusokat 1967-ben fedezte fel John Welch mormon tudós. Tiszta, világos és érthető kiazmusokat talált benne. Azóta közel 1000 kiazmust fedeztek fel benne, a versek 53%-a kiazmusos.
Móziás 3:18–19
(A) … ha nem ALÁZKODNAK meg
(B) és nem válnak OLYANOKKÁ, MINT A KISGYERMEKEK,
(C) és nem hiszik el, hogy a szabadulás Krisztus, a Mindenható ÚR ENGESZTELŐ   VÉRÉBEN ÉS AZÁLTAL volt, van és jön el.
(D) Mert a TERMÉSZETES EMBER
(E) ellensége ISTENNEK;
(F) AZ VOLT Ádám bukása óta,
(F) és AZ IS LESZ örökkön-örökké,
(E) hacsak nem enged a SZENT LÉLEK hívásának,
(D) és nem vetkőzi le a TERMÉSZETES EMBERT
(C) és válik szentté az ÚR, KRISZTUS ENGESZTELÉSE ÁLTAL,
(B) és lesz OLYAN, MINT EGY GYERMEK,
(A) engedékeny, szelíd, ALÁZATOS, …

## A tömegkultúrában

### Reklámokban
- Tokaji bor: „A borok királya, a királyok bora”
- Andralock (fülbevaló): „Simply beautiful. But beautifully simple.”
- Crédit lyonnais (bank): „La banque du futur. Votre future banque.”

### Dalszövegekben
- Szabó Balázs Band: „[v]ilágtalan zaj, zajtalan világ”, „zajtalan mennyország, mennyországtalan zaj”, „zajtalan igény, igénytelen zaj”, „[é]tel a testben, test az ételben” (Zaj)